# Mata da Rainha
Mata da Rainha is een plaats (freguesia) in de Portugese gemeente Fundão en telt 214 inwoners (2001).